# Frickleinsmühle
Frickleinsmühle ist ein Wohnplatz des Marktes Obernzenn im Landkreis Neustadt an der Aisch-Bad Windsheim (Mittelfranken, Bayern). Der Ort liegt in der Gemarkung Obernzenn.

## Geografie
Die Einöde liegt an der Zenn. Sie besteht aus einem Wohnhaus und vier Nebengebäuden. Ein Anliegerweg führt zur Nürnberger Straße (=Staatsstraße 2413), die nach Unternzenn führt.

## Geschichte
Die Frickleinsmühle unterstand Ende des 18. Jahrhunderts dem Rittergut Obernzenn-Aberdar. Nach dem Geographischen, statistisch-topographischen Lexikon von Franken soll die Mühle dem Deutschen Orden unterstanden haben.
Im Rahmen des Gemeindeedikts wurde Frickleinsmühle dem 1808 gebildeten Steuerdistrikt Obernzenn und der 1811 gebildeten Ruralgemeinde Obernzenn zugeordnet. Nach 1888 wurde die Mühle zu Obernzenn gezählt.

### Baudenkmal
- Haus Nr. 1: Satteldachhaus, bezeichnet „1840“[5]

### Einwohnerentwicklung
| Jahr      | 001836 | 001840 | 001871 | 001885 |
| Einwohner | 11     | 11     | 5      | 9      |
| Häuser    | 1      | 1      |        | 1      |
| Quelle    | [ 7 ]  | [ 8 ]  | [ 9 ]  | [ 10 ] |

## Religion
Die Einwohner evangelisch-lutherischer Konfession sind nach St. Gertrud (Obernzenn) gepfarrt, die Einwohner römisch-katholischer Konfession nach Mariä Himmelfahrt (Sondernohe).

## Weblink
- Frickleinsmühle in der Ortsdatenbank des bavarikon, abgerufen am 19. August 2021.